# Таз (башкирское племя)
Таз (Тазла́р, баш. Таҙ, Тазлар) — племя в составе нижнебельских башкир.

## Башкиры племени таз

### Этническая история
Племя таз имеет древнетюркское происхождение. По некоторым другим косвенным данным существуют предположение об этнических контактах тастаров с угро-самодийскими племенами. Например, в XVIII веке по реке Таз, притоку Оби, в районе обитания селькупов кочевал род тасангоручи или тазукарачея. По предположению Л. П. Потапова, также существует этнической близость между тастарами (тазларами) и телеутами, а местом обитания первых являлся район Саяно-Алтайского нагорья. Одного из половецких князей XII века, брата Боняка, звали Таз. Так вероятно назвали в соответствии с этнонимом возглавляемого им объединения, как и в аналогичных случаях эпохи средневековья (напр., Муйтен-бий).
С началом монгольских походов и образования Золотой Орды племя таз кочевало в южных степях, между Эмбой и Уралом. В это время они составляли часть табынского родо-племенного объединения.
По сообщению Рукнеддина Бейбарса, тазцы участвовали в междоусобной борьбе Тохты и Ногая, вначале на стороне Тохты, а затем переметнувшись на сторону Ногая. Переселение племени таз на север в Приуралье в конце XIII века вероятно связано с разгромом Ногая. Тазцы пришли в Приуралье отдельными группами, которые влились в состав племен табын, бурзян, усерган и других. Одна группа тазцев направилась на Урал и в Зауралье и заняла соседние с айлинцами земли. В XVIII веке из-за изъятия башкирских вотчин под горные заводы она переселилась севернее и влилась в состав родов каратаулы и дуван. Вторая группа тазцев направилась по реке Быстрый Танып на север и заняла лесные районы по среднему её течению. Таныпские тазлары долгое время не теряли связей с айлинскими тазларами и табынцами. В XVI веке ирэктинцы — ответвления табынского племени, были расселены на вотчинных землях тазларцев.
Р. Г. Кузеев пишет об исторической связи тазларов с монголами. Племя таз составляло часть табынского объединения. Отмечается общая этническая история таких племён, как дуваней, таз, уран, табын. В «Сокровенном сказании» род тас упоминается в списке «лесных народов» (хойин-иргэн), подчинившихся Джучи. Об этнических связях тазов и родственных им дуваней, уранцев, табынцев с монголами также говорится в ряде других работ.

### Территория расселения
По некоторым источникам XVIII века на Сибирской дороге была зафиксирована Тазларская волость, которая находилась «по Кизгеню-речке». У Тазларской волости после изъятий в конце XVIII века оставалось лишь 19 244 десятины земли.
К башкирским поселениям Тазларовской волости относились — Тазларово, Старотазларово, Юмакаево, Варзи, Новые Каргалы, Старые Каргалы, Сейтяково, Тучубаево и другие. Ныне на территории расселения племени располагаются Балтачевский, Бураевский и Янаульский районы Республики Башкортостан.